# Austrogomphus mouldsorum
Austrogomphus mouldsorum – gatunek ważki z rodziny gadziogłówkowatych (Gomphidae).